# 파워 오브 원
《파워 오브 원》(영어: The Power Of One)는 미국에서 1992년에 개봉된 영화이다.

## 출연
- 스티븐 도프 - PK
- 모건 프리먼 - 기엘 피트
- 아민 뮬러 스탈 - 박사

## 한국어 더빙 성우진

### KBS (1995년 2월 28일)
- 강수진 - PK(스티븐 도프)
- 최덕희 - 마리아(페이 매터슨)
- 유강진 - 박사(아민 뮬러 스탈)
- 박상일 - 기엘 피트(모건 프리먼)
- 김성희 - 소년 PK(사이먼 펜튼)
- 임종국
- 김병관
- 노민
- 문영래
- 임은정
- 이호인
- 김준
- 김영민
- 김민석
- 한호웅

### MBC (2003년 11월 1일)
- 강수진 - PK(스티븐 도프)
- 김병관 - 기엘 피트(모건 프리먼)
- 황일청 - 닥 교수(아민 뮬러 스탈)
- 이미자 - PK 12세(사이먼 펜튼)
- 이선호 - PK 7세(가이 위처)
- 김용식 - 마레이 교수(마리어스 웨이어즈)
- 김태훈 - 교장 선생님(존 길구드)
- 이종오 - 감옥 소장(에드 피튼)
- 권혁수 - 브래틴 총경(브라이언 오쇼네시)
- 박지훈 - 권투장 관장(이안 로버츠)
- 최한 - 보먼 중사(클라이브 러셀)
- 이진홍 - 야피 보타(다니엘 크레이그)
- 표영재 - 모리 길버트(도미닉 워커)
- 이병식 - 기대온 두마(알로이스 모요)
- 김지영 - 미리엄 시술루(페이스 에드워즈)
- 박소라 - 마리아(페이 매터슨)
- 문남숙 - PK 엄마(트레이시 브룩스 스워프)
- 박태호 - 흑인(윈스턴 쇼나)
- 방성준 - 권투 파트너(안소니 덴햄)
- 이원찬 - 어린 보타(로비 불럭)
- 정재헌 - 간수(거트 반 니커크)